# 가조초등학교
가조초등학교는 대한민국 경상남도 거창군 가조면 마상리에 있는 공립 초등학교이다.

## 학교 연혁
- 1922년 4월 1일 가조공립보통학교(4년제) 개교
- 1927년 4월 1일 6년제 개편
- 1938년 4월 1일 가조공립심상소학교로 개칭
- 1941년 4월 1일 가조공립국민학교로 개칭
- 1981년 1월 31일 병설유치원(2학급) 인가
- 1983년 3월 1일 특수학급 인가(1학급)
- 1992년 3월 1일 도리분교장 병합
- 1996년 3월 1일 가조초등학교로 개칭
- 1996년 3월 1일 가산분교장 병합
- 1999년 9월 1일 석강초등학교 병합
- 1999년 11월 24일 체육관 준공
- 2000년 12월 29일 현대화 사업으로 전 교사 준공
- 2019년 12월 31일 제96회 졸업(남 10, 여 11명 계 21명, 총 졸업생수 9,869명)
- 2019년 9월 1일 제30대 임채열 교장 부임

## 참고 자료
- 가조초등학교 - 한국교육학술정보원 학교알리미